# 明日の君と
「明日の君と」は、ゆずの配信限定シングル。2022年5月18日にセーニャ・アンド・カンパニーから配信。

## 概要
シングルとしては「奇々怪界-KIKIKAIKAI-」から半年ぶりとなる作品。
リリース前日の5月17日よりNetflixで全世界同時配信されるリアリティシリーズ『未来日記』シーズン2の主題歌で、「通常とは異なるアプローチで楽曲を作り上げたい」というアイディアから小説家・宮下奈都に作詞を依頼するというゆずとしては異例のコラボレーションとなった。
2021年の秋頃に主題歌のオファーを受け、デビュー25周年イヤーに伴い発表される2枚のアルバム制作を並行して行っていく中で、楽曲の世界観やテーマ・キーワードを双方で膨らませながら書き上げた宮下の歌詞に北川悠仁がメロディーやサウンドを構築。ゆずの楽曲では初めて他作家がすべての歌詞を作詞した。

## 収録曲
1. 明日の君と
作詞 : 宮下奈都　作曲 : 北川悠仁